# Edifici al carrer Anselm Clavé, 33 (Martorell)
L'Edifici al carrer Anselm Clavé, 33 és una obra modernista del municipi de Martorell (Baix Llobregat) inclosa en l'Inventari del Patrimoni Arquitectònic de Catalunya.

## Descripció
És un edifici entre mitgeres, planta quadrada amb planta baixa, dos piso, i terrat a la catalana. Composició simètrica dels buits de les façanes. Els dos pisos i la barana del terrat formen un conjunt ornamental: peanya ondulada, balcó corregut, obertures balconeres allindanada amb motllures i elements esculpits que s'allarguen a part dels muntants. Coronament de façana a manera de frontó: cornisa corba amb motllures i ondulacions; centrat en aquest cos hi ha relleus de temes florals. Barana de ferro forjat tanca l'espai baix del cos.
L'Ajuntament disposa (en el Museu Municipal) de documentació relacionada amb la construcció d'un bon nombre d'edificis de Martorell, des de ja fa més de dues centúries.